# アブドゥ・ハルイ
アブドゥルラマネ（アブドゥ）・ハルイ（Abdoulrahmane "Abdou" Harroui、1998年1月13日 - ）は、オランダ・ライデン出身のサッカー選手。セリエA・エラス・ヴェローナFC所属。ポジションはMF。

## クラブ経歴
- 2018年2月24日、AZ戦でエールディヴィジデビューを果たした[2]。
- 2021年8月31日、USサッスオーロ・カルチョに移籍[3]。移籍初年度はスパルタからのローンで、翌シーズンから完全移籍に切り替わると報じられている[4]。

## 代表経歴
オランダ・ライデン生まれだが、モロッコのパスポートを保持している。ユース代表ではオランダを選択した。

## 人物
2020年3月、地元ライデンのメディアFox Sportsからのインタビューの際、「僕のルーツはモロッコにあって、以前からモロッコ代表の招集を受けているけど、僕はオランダで生まれ、育ち、ここでサッカーを学んだから、できればオランダ代表として活躍したいね。」と語った。